# Ivan Leonidov
Ivan Iljič Leonidov (rusky: Иван Ильич Леонидов; 9. února 1902 – 6. listopadu 1959) byl sovětský konstruktivistický architekt, urbanista, malíř a pedagog.

## Mládí
Vyrůstal na odlehlém statku v Tverské oblasti. Jako syn rolníka a lesníka chodil pracovat jako příležitostný dělník do petrohradských doků. Když si Leonidovových kreslířských schopností všiml jeden malíř ikon, stal se jeho učněm.

## Kariéra
V roce 1919 navštěvoval Svomasovy svobodné umělecké ateliéry v Tveru. V letech 1921– 1927 studoval na VKhUTEMAS v Moskvě pod vedením Alexandra Vesnina a v té době se jeho pozornost přesunula od malby k architektuře.
Mezinárodní uznání mu přinesl jeho nerealizovaný diplomový projekt z roku 1927 pro Leninův institut a knihovnu v Moskvě. Projekt byl vystaven na Výstavě soudobé architektury v Moskvě a byl publikován i v časopise. Následně dostudoval VKhUTEMAS.
Poté začal pracovat v Ruském institutu urbanistického a investičního rozvoje Giprogor a Mossoviet a později nastoupil do ateliéru Moiseje Ginzburga při Lidovém komisariátu těžkého průmyslu.
Jeho jediným zhmotněným návrhem bylo schodiště v Kislovodsku z roku 1938.

## Dílo
- 1926 – Návrh pro Izvestija v Moskvě (studio VKhUTEMAS s Alexandrem Vesninem)
- 1927 – Diplomová práce Leninova institutu a knihovny v Moskvě (nerealizováno)
- 1928 – Návrh na budovu Centrosojuzu v Moskvě
- 1928 – Klub nového sociálního typu. Varianta B
- 1929 – Návrh Kolumbova pomníku v Santo Domingu
- 1929–1930 – Přihláška do soutěže o Dům průmyslu v Moskvě
- 1930 – Přihláška do soutěže o kulturní palác proletářské čtvrti v Moskvě
- 1930 – Soutěžní práce pro socialistické město Magnitogorsk (ředitel/vedoucí skupiny studentů VChUTEIN)
- 1934 – Soutěžní návrh na budovu Narkomtiazhpromu (Lidový komisariát těžkého průmyslu v Moskvě), Rudé náměstí, Moskva.
- 1937–-1938 – Venkovní schodiště v sanatoriu Ordzonikidze v Kislovodsku
- 1937–-1941 – Palác pionýrů v Kalininu (Tver)
- 1950s – Náčrtky „slunečního města“ a sídla OSN)